# Dand Aw Patan (huyện)
Dand wa Patan là một huyện thuộc tỉnh Paktia, Afghanistan. Dân số thời điểm năm 1999 là 14,459 người.